# VitraHaus
La VitraHaus est une architecture située dans le Campus Vitra à Weil-am-Rhein, en Allemagne, aussi connue comme « la ville des chaises ». Conçue entre 2006 et 2009 par les architectes Herzog & de Meuron, elle voit le jour en 2010. Elle accueille la galerie d’exposition de la collection « Home » du fabricant de mobilier design Vitra et, au rez-de-chaussée, la boutique de la marque, l’atelier de fabrication des Eames Lounge Chair et le VitraHaus café.

## Concept et architecture
Les architectes Herzog & de Meuron ont ainsi choisi de reprendre la forme archétypale de la maison à pignon, la plus adaptée selon eux pour mettre en valeur le mobilier. Après les avoir rallongées, ils ont empilé sur 5 étages 7 de ces maisons, pour ensuite doter leur façade de 14 immenses baies vitrées qui offrent des points de vue différents sur le paysage alentour.
Ils ont utilisé pas moins de douze maisons pour ériger cette construction semblable à un « amas de maisons » singulier. Avec 57 mètres de longueur, 54 mètres de largeur et 21,30 mètres de hauteur, la VitraHaus dépasse tous les autres bâtiments du Campus Vitra, offrant ainsi une vue imprenable non seulement sur la collection Home de Vitra, mais aussi sur le reste du site et la région.
Le concept donne lieu à des pièces familiales et claires. Les grands classiques de Vitra sont présentés à travers des mises en scènes créatives aux côtés des tout derniers concepts de designers emblématiques tel que Charles & Ray Eames, George Nelson, Jasper Morrison, Sori Yanagi et Hella Jongerius. Au rez-de-chaussée de la VitraHaus, la boutique propose des objets design, des accessoires ménagers et des ouvrages spécialisés. Le choix de livres englobe les catalogues des expositions du Vitra Design Museum ainsi qu'un large éventail d'ouvrages spécialisés dans le design et l'architecture.